# Asparagus officinalis

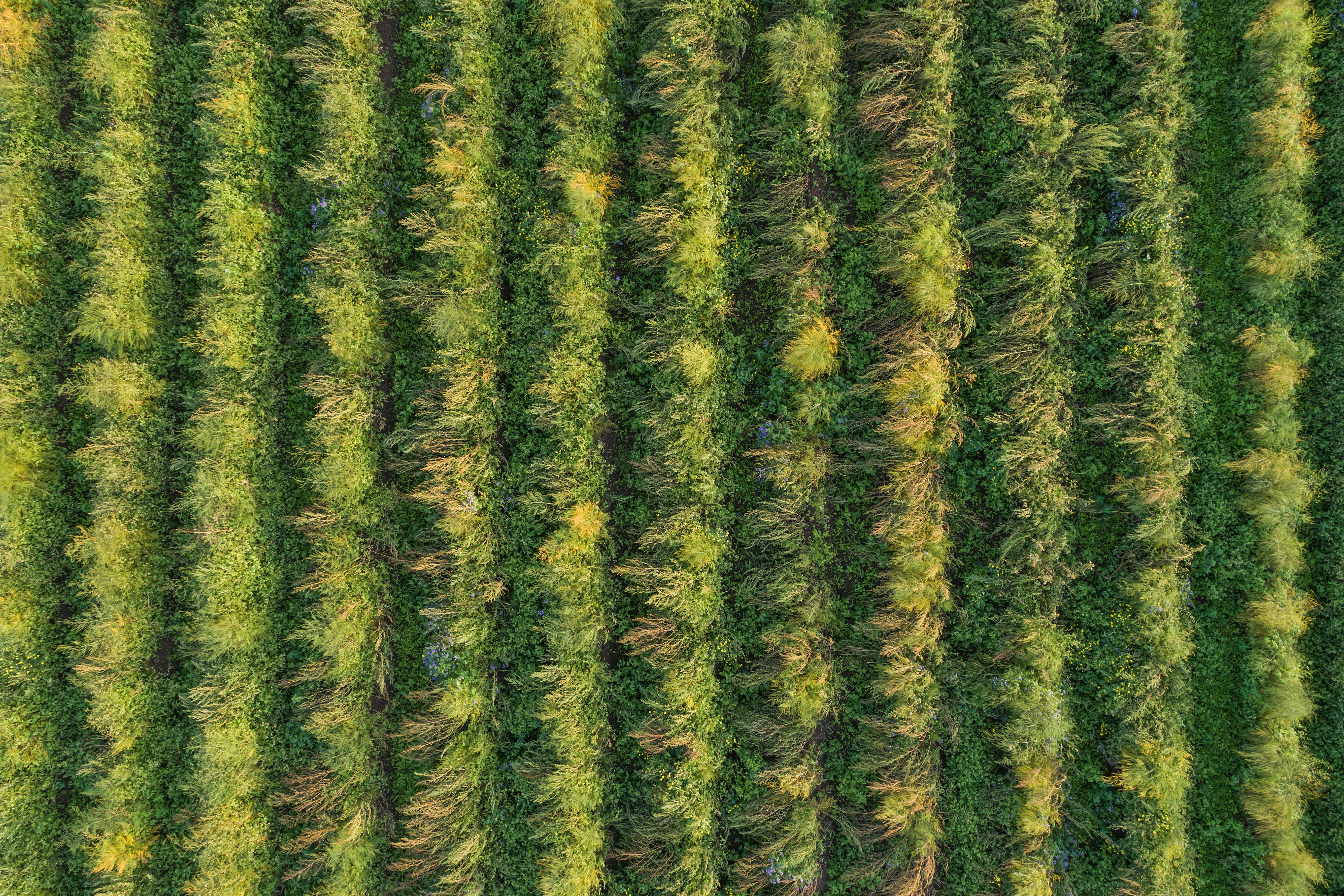
Foto aérea de um plantio de aspargos

Asparagus officinalis (aspargo (português brasileiro) ou espargo (português europeu)) é um vegetal  da classe Liliopsida, ordem Asparagales, família Asparagaceae, género Asparagus. Os rebentos novos desse vegetal são bastante apreciados, particularmente na cozinha inglesa, alemã e francesa. Tem um sabor delicado, poucas calorias e é particularmente rico em ácido fólico, além de ter propriedades diuréticas.
O espargo é uma planta perene. A colheita dos brotos se faz na primavera, a partir do segundo ou terceiro ano. Os aspargos brancos são cultivados impedindo os brotos jovens de obter luz.
O espargo pode provocar um odor característico na urina da pessoa que os consumiu, sem nenhuma consequência nociva. As substâncias que provocam odor não existem originalmente no vegetal: são um resultado do metabolismo de um de seus componentes, que contém enxofre. Segundo estudos, de 40% a 50% das pessoas produzem esses metabólitos e ficam com o cheiro da urina alterado, mas, curiosamente, nem todas as pessoas conseguem perceber a diferença no odor: cerca de 60% das pessoas são insensíveis a ele.
Dos 20 tipos diferentes de aminoácidos encontrados em proteínas, o aminoácido asparagina foi o primeiro a ser encontrado. E o seu nome é devido ao aspargo, a sua fonte original onde foi descoberto.

## História
Há registros na história acerca de apreciadores de iguarias com base nos aspargos, tais como o imperador romano Otávio Augusto, o gastrônomo romano Marco Gávio Apício, o naturalista também romano Plínio, o velho (que chamava os aspargos de "a verdura de Deus"), na antiguidade. O prestígio dos aspargos caiu muito durante a Idade Média, voltando a ser um prato apreciado durante o Renascimento, sendo daí em diante muito apreciado por personalidades como o Rei Sol, Luís XIV, ou o chanceler alemão Bismarck.

## Produção mundial
| País                                     | Produção em 2018 (toneladas anuais) |
| ---------------------------------------- | ----------------------------------- |
| China                                    | 7.982.230                           |
| Peru                                     | 360.630                             |
| México                                   | 277.682                             |
| Alemanha                                 | 133.020                             |
| Espanha                                  | 68.403                              |
| Itália                                   | 49.000                              |
| Estados Unidos                           | 35.460                              |
| Japão                                    | 26.937                              |
| Tailândia                                | 23.779                              |
| Irão                                     | 20.957                              |
| Fonte: Food and Agriculture Organization |                                     |